# 20454 Педраджо
20454 Педраджо (20454 Pedrajo) — астероїд головного поясу, відкритий 9 червня 1999 року.
Тіссеранів параметр щодо Юпітера — 3,458.